# Galgenbach (Moosach)
Der Galgenbach ist ein recht kurzer ca. 2,2 km langer Bach im Gemeindegebiet von Neufahrn bei Freising. Er gehört zum Flusssystem der Isar.
Auch wenn der Galgenbach recht kurz ist, entwässert er über die wesentlich längeren Zuflüsse durch den Fischkanal und den Mieskanal mit Mauka einen größeren Teil des südlichen Freisinger Mooses.
In der Umgebung des Galgenbachs befinden sich u.A. mit dem Petrihof mehrere Fischzuchtgewässer.

## Galerie

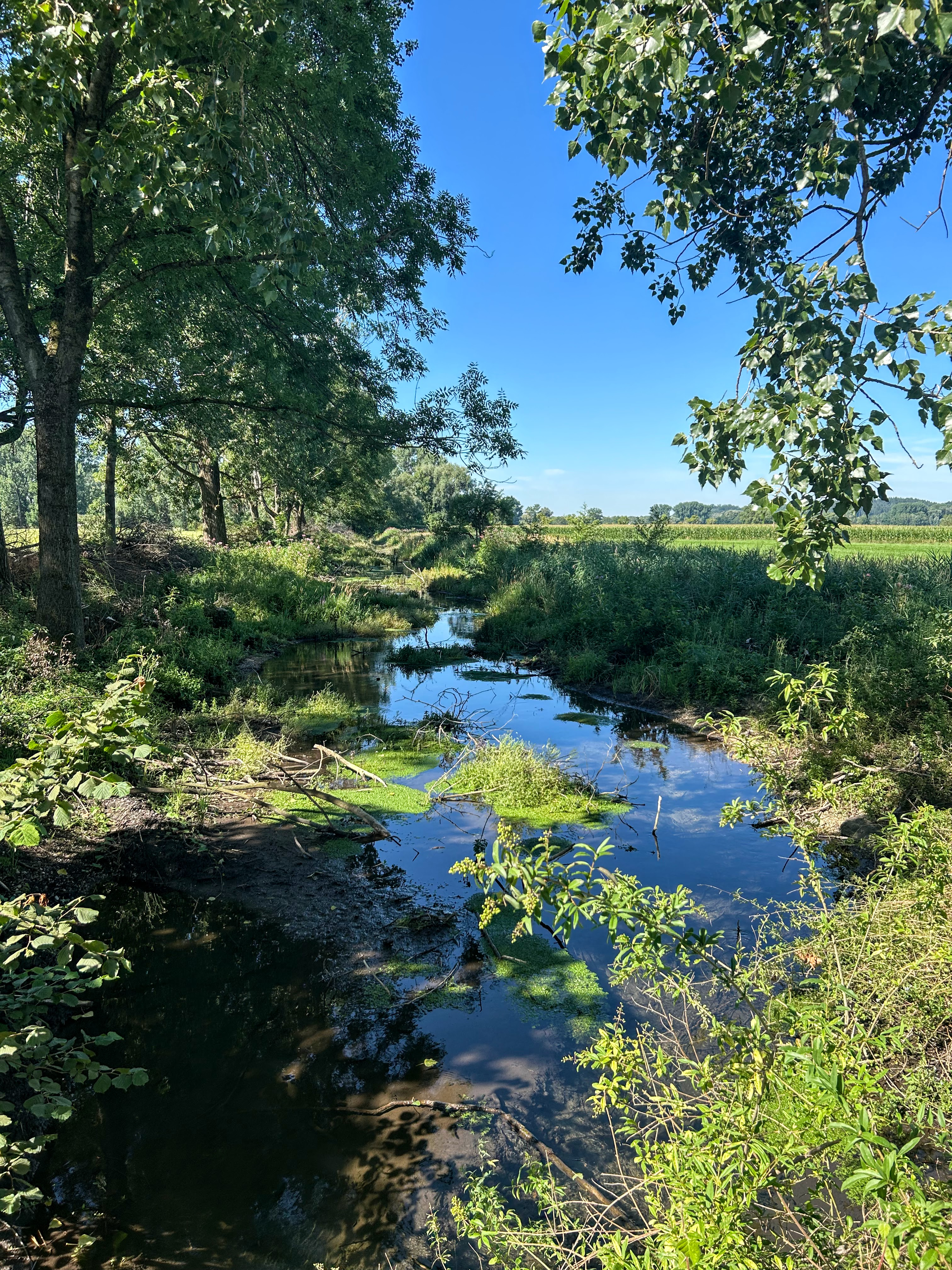
Mieskanal beim Petrihof